# Municipio de Goshen (Illinois)
El municipio de Goshen (en inglés: Goshen Township) es un municipio ubicado en el condado de Stark en el estado estadounidense de Illinois. En el año 2010 tenía una población de 686 habitantes y una densidad poblacional de 7,26 personas por km².

## Geografía
El municipio de Goshen se encuentra ubicado en las coordenadas 41°6′21″N 89°55′36″O / 41.10583, -89.92667. Según la Oficina del Censo de los Estados Unidos, el municipio tiene una superficie total de 94.51 km², de la cual 94,51 km² corresponden a tierra firme y (0 %) 0 km² es agua.

## Demografía
Según el censo de 2010, había 686 personas residiendo en el municipio de Goshen. La densidad de población era de 7,26 hab./km². De los 686 habitantes, el municipio de Goshen estaba compuesto por el 95,92 % blancos, el 0,44 % eran afroamericanos, el 0,44 % eran amerindios, el 0,29 % eran asiáticos, el 0,15 % eran de otras razas y el 2,77 % eran de una mezcla de razas. Del total de la población el 0,58 % eran hispanos o latinos de cualquier raza.